# نوبویوکی تاکه‌ئوچی
نوبویوکی تاکه‌ئوچی (انگلیسی: Nobuyuki Takeuchi؛ زادهٔ تاریخ ورودی نامعتبر است) پویانما، director, character designer, storyboard artist، طراح تولید اهل ژاپن است. وی از سال ۱۹۸۶ میلادی تاکنون مشغول فعالیت بوده‌است.